# Распространение языка африкаанс
Распространение языка африкаанс, как в географическом, так и в социально-демографическом плане имеет свои особенности. Общее число носителей — 7 млн чел. (2008 г., оценка), в том числе 6 млн в ЮАР.

## География
Язык африкаанс развился в ходе эволюции нидерландского языка. Первые голландцы основали г. Капстад (Кейптаун) во главе с Яном ван Рибеком в 1652 г (Капская колония).
Позднее к ним добавилось значительное количество немецких и французских переселенцев (Гугеноты в Южной Африке). Как и в других преимущественно германоязычных сообществах (британские и немецкие колонии, позднее США и Австралия) ЮАР стала местом острых социальных противоречий на расовой почве (сегрегация, дискриминация, апартеид). Подобные явления нашли своё отражение и в языке различных групп усвоивших африкаанс, так как диалекты (устные и в меньшей степени письменные) цветных групп сильно отличаются от белых.

## Статус

Распределение африкаанс и английского как обиходного языка среди белых в ЮАР.
87,5–100% Африкаанс
75–87,5% Африкаанс
62,5–75% Африкаанс
50–62,5% Африкаанс
50–62,5% Английский
62,5–75% Английский
75–87,5% Английский
87,5–100% Английский

До 1990 г. африкаанс всячески подчёркивался как основной официальный язык ЮАР, хотя фактически он разделял эту функцию с английским, роль которого возросла после получения независимости несмотря на массовую эмиграцию белого населения из страны в США, Австралию, Великобританию, Нидерланды, Бельгию и др. После падения режима апартеида язык африкаанс является одним из 11 официальных языков ЮАР. 13,7 % населения страны (6 млн человек) считают его родным. Здесь в первую очередь выделяется Северо-Капская провинция (70 %), а также Западно-Капская провинция (55,3 %).
Африкаанс по-прежнему владеют миллионы азиатов, негров и других белых ЮАР (англоафриканцы).
Африкаанс выступает в роли лингва франка в республике Намибия, где он ранее также являлся официальным наряду с немецким и английским языками до 1990 г. После 1990 г. чёрное правительство Намибии также взяло курс на вытеснение языка африкаанс и замену его английским. При этом, в отличие от ЮАР, численность населения с родным языком африкаанс в стране возросла (с 9 % в 1991 г. до 11,4 % (свыше 200 тыс. чел.) в 2001 г., перепись), а с родным языком английским осталась стабильной (на уровне около 0,8 %). Немецкий язык — родной для 1,5 % населения, однако бо́льшая часть намибийских немцев владеет также африкаанс и английским.

## Африкаанс в ЮАР

Распределение африкаанс в ЮАР по округам: доля населения, говорящего на африкаанс в стране.
0–20%
20–40%
40–60%
60–80%
80–100%

Африкаанс распространён по стране повсеместно. Однако, более всего язык распространён на западе и юго-западе ЮАР (Восточно-Капская провинция, Северо-Капская провинция и Западно-Капская провинция, так как именно здесь проживает наибольшее количество белого и цветного населения ЮАР. Однако в самом крупном городе запада ЮАР — Кейптауне — преобладает английский язык. Также африкаанс более распространён в районе Претории и Йоханнесбурга (Гаутенг). Менее всего африкаанс употребляют жители провинции Квазулу-Натал, где преобладающим всегда был английский.

### Белые
- Африканеры — общее название для белых носителей африкаанс, в частности для белых из г. Кейптаун и прилегающих к нему западных областей ЮАР (Западно-Капская и Северо-Капская провинции).
  - Буры — белые переселенцы вглубь африканского континента после Великого Трека, преимущественно белые фермеры.

### Небелые
- Цветные
  - Капские метисы — «коричневые»
  - Капские малайцы, или капские мусульмане, письменный язык которых ранее именовался арабский африкаанс
  - Гриква
- Прочие (небольшое количество негров и азиатов)

## Африкаанс в Намибии

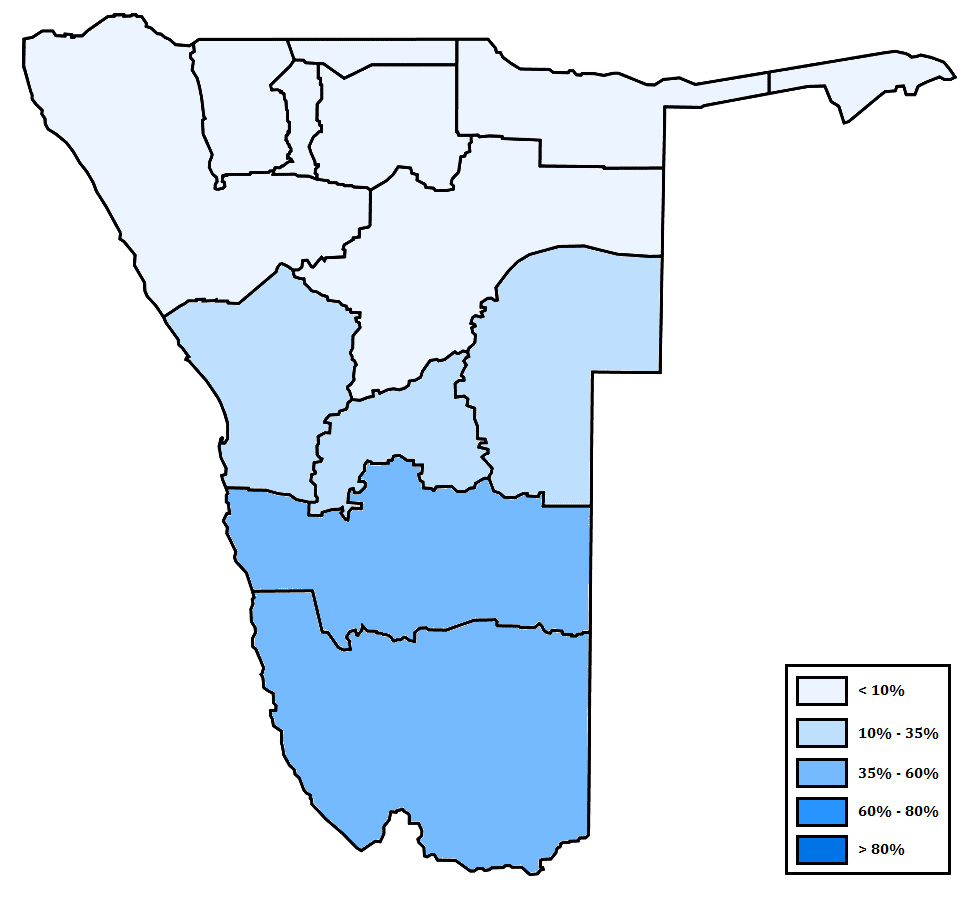
Распространение африкаанс в Намибии по областям (по переписи 2001 г.)

По переписи 2001, Африкаанс — второй по численности носителей родной язык в Намибии (11,4 % населения).
Относительно преобладает в южной трети Намибии:
- область Карас (40 %)
- область Хардап (44 %);

Второй по численности в:
- область Эронго (22 %)
- область Хомас (24 %)

Третий по численности в:
- область Омахеке (12 %).

### Белые
- Африканеры
  - Буры

### Небелые
- Цветные
  - Бастеры (Намибия)
    - Риемвасмакеры (Намибия)
    - Ваалграссеры (Намибия)
    - Ван дер Мерве (чёрные)(Намибия)
- Прочие (небольшое количество негров и азиатов)